# 小行星9101
小行星9101（英語：9101）是一颗围绕太阳公转的小行星。1996年12月3日，Farra d'Isonzo在法拉迪松佐发现了此天体。
这颗小行星的绝对星等为57.18932等。